# Tinizong
Tinizong ⓘ (deutsch Tinzen ⓘ) ist ein Ort der Gemeinde Surses im Schweizer Kanton Graubünden. Er liegt an der Julierpassstrasse in der Region Albula.
Bis 1998 war Tinizong (bis 1943 offiziell Tinzen, anschliessend bis 1944 offiziell Tinizun) eine eigenständige Gemeinde. Am 1. Januar 1998 fusionierte sie zusammen mit Rona zur neuen Gemeinde Tinizong-Rona, die ihrerseits 2016 in der Gemeinde Surses aufging.

## Geographie
→ siehe Abschnitt Geographie im Artikel Tinizong-Rona

## Geschichte

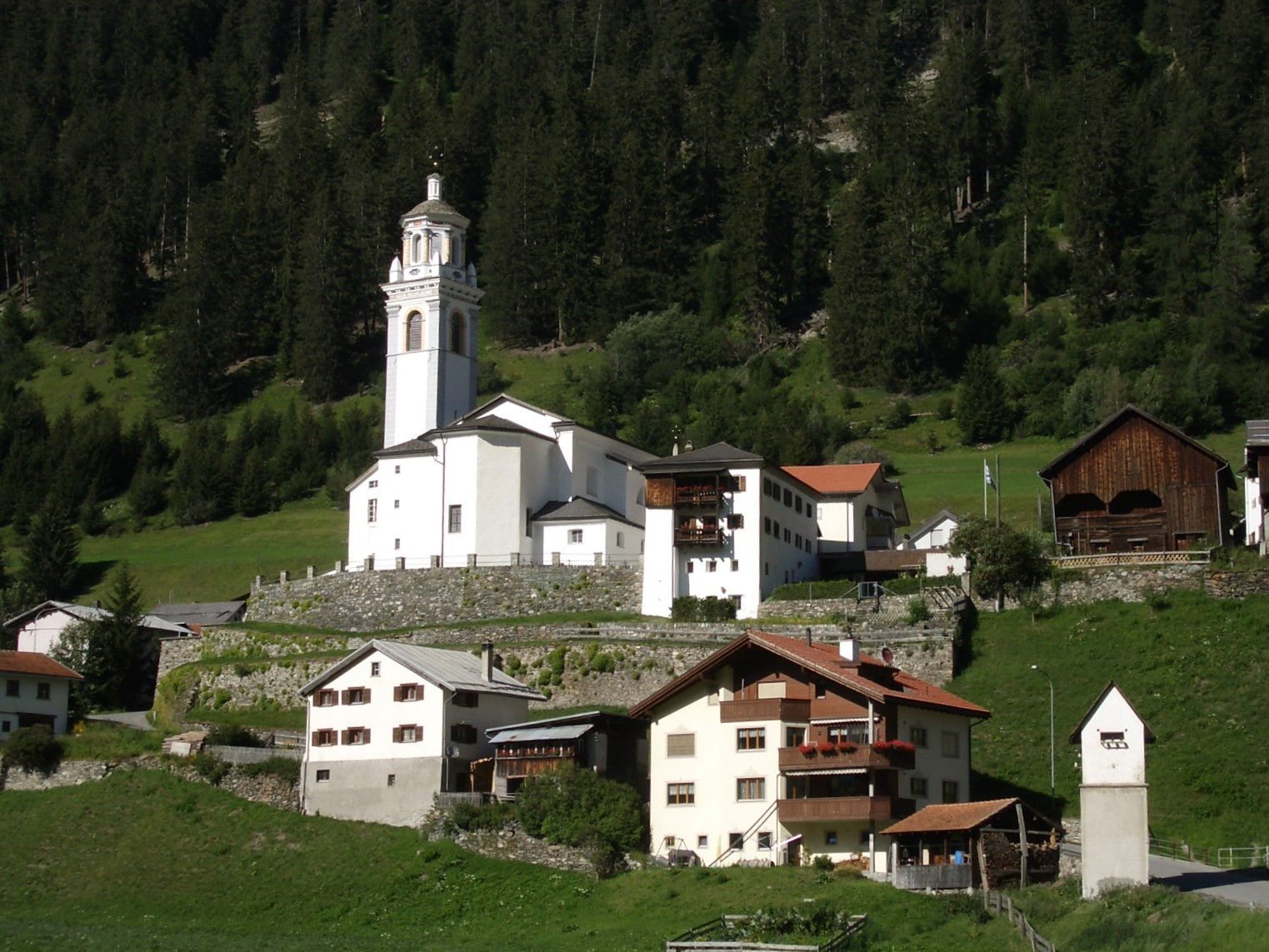
Katholische Kirche St. Blasius

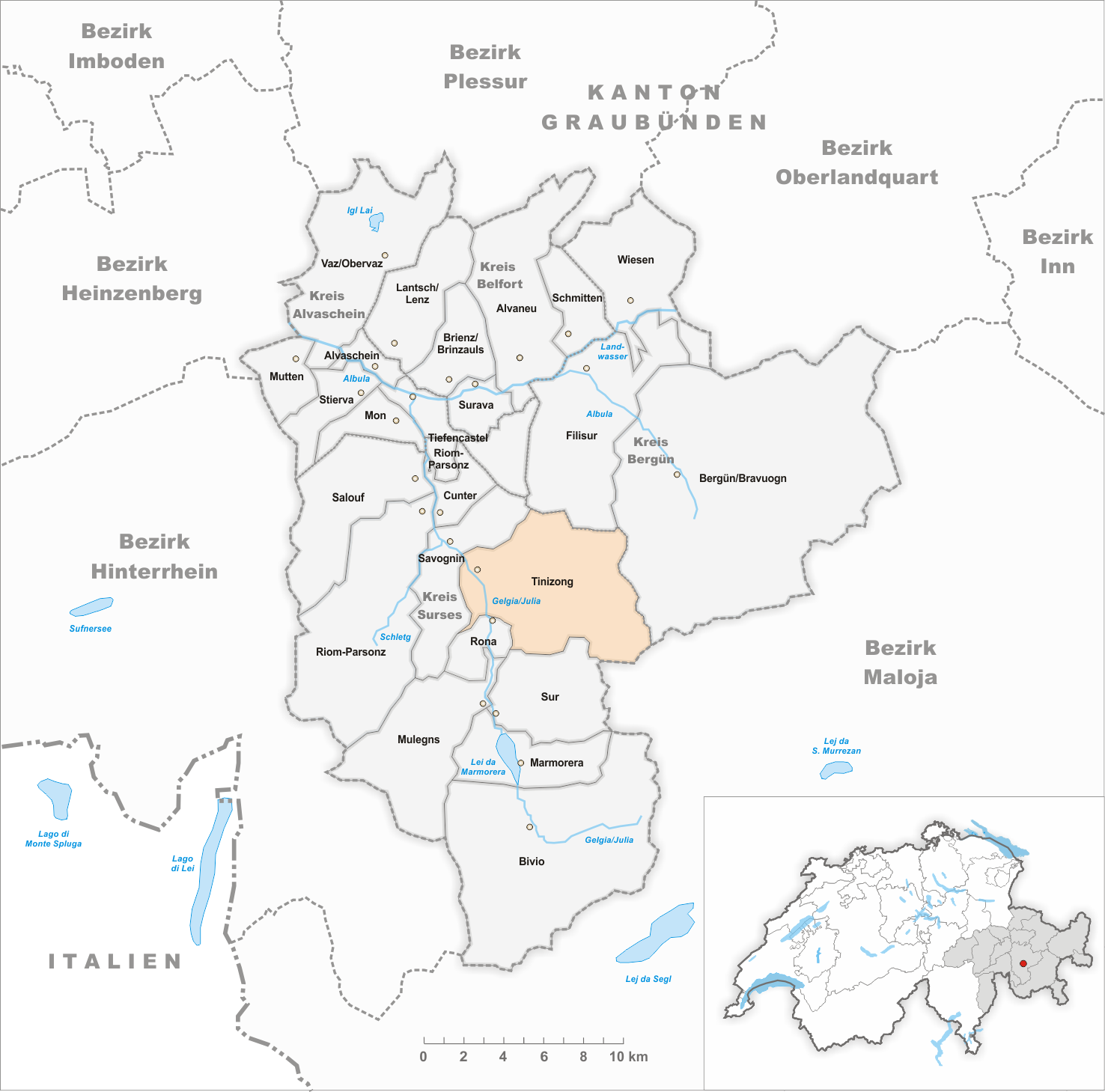
Gemeindestand vor der Fusion am 1. Januar 1998

Der Ort wurde um m 280 als Tinnetione erstmals erwähnt. Im Itinerarium Antonini wurde Tinnetione als Station der römischen Septimerroute bezeichnet. Vom Mittelalter bis ins 19. Jahrhundert war Tinizong Sustenort der Portengenossenschaft Oberhalbstein. In Tinizong bestanden in karolingischer Zeit ein Königshof und im Mittelalter drei nun verschwundene Wehrtürme. Tinizong war Sitz der Herren von Tinizong und von Marmels. Die 1180 erstmals erwähnte Kirche St. Blasius besitzt seit dem spätgotischen Umbau 1512 einen Flügelaltar. Tinizong war eine Nachbarschaft der Gerichtsgemeinde Oberhalbstein. 1610 verwüstete ein Dorfbrand den Ort.
Die Kirche wurde 1663 durch die Kapuziner, die ab 1634 in Tinizong wirkten, neu errichtet. Von der Bronzezeit bis zum Zweiten Weltkrieg wurden im Val d'Err Manganerze abgebaut, darunter die seltenen Tinzenit, Parsettensit und Sursassit. Im einstigen Bauerndorf, wo das Transportgewerbe einen Zusatzverdienst bot, gibt es heute etwas Gewerbe, zwei Hotels und eine grosse Ferienhaussiedlung. Seit 1953 besteht in Tinizong die Zentrale Marmorera des Elektrizitätswerks der Stadt Zürich. Auch nach der Gemeindefusion 1998 blieben Tinizong und Rona kirchlich getrennt.

## Wappen
| Wappen von Tinizong | Blasonierung: «In Rot zwei gekreuzte brennende silberne Kerzen, überhöht von silberner Mitra mit blauem Besatz»                       |
| Wappen von Tinizong | Ein Gemeindestempel zeigt die Figur des Heiligen Blasius, des Patrons der Kirche, während für das Wappen sein Attribut gewählt wurde. |

## Bevölkerung
| Bevölkerungsentwicklung | Bevölkerungsentwicklung | Bevölkerungsentwicklung | Bevölkerungsentwicklung | Bevölkerungsentwicklung |
| ----------------------- | ----------------------- | ----------------------- | ----------------------- | ----------------------- |
| Jahr                    | 1850                    | 1900                    | 1950                    | 1990                    |
| Einwohner               | 413                     | 400                     | 409                     | 281                     |

## Sehenswürdigkeiten
- Katholische Kirche St. Blasius mit Pfarrhaus / Baselgia catolica S. Plasch cun chasa pravenda[2]
- Gemeindehaus, 2000[3]
- Alte Mühle mit Kartätscherei / Vegl Mulin[4]
- Haus Cresta / Chasa Cresta